# Blandine Ebinger

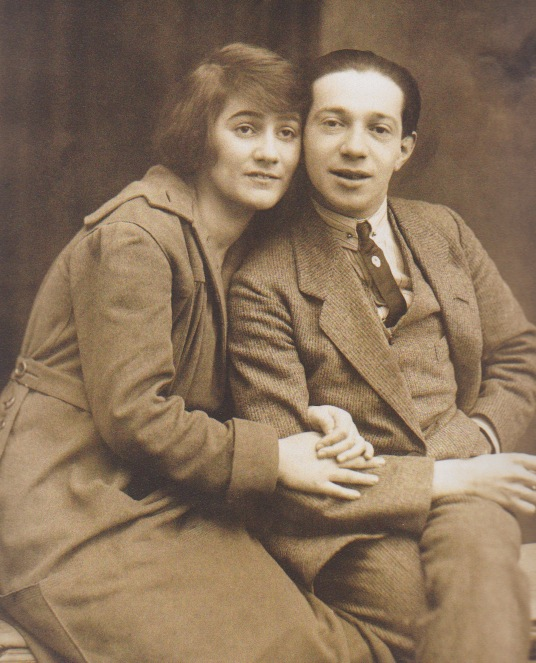
Ebinger e Friedrich Hollaender

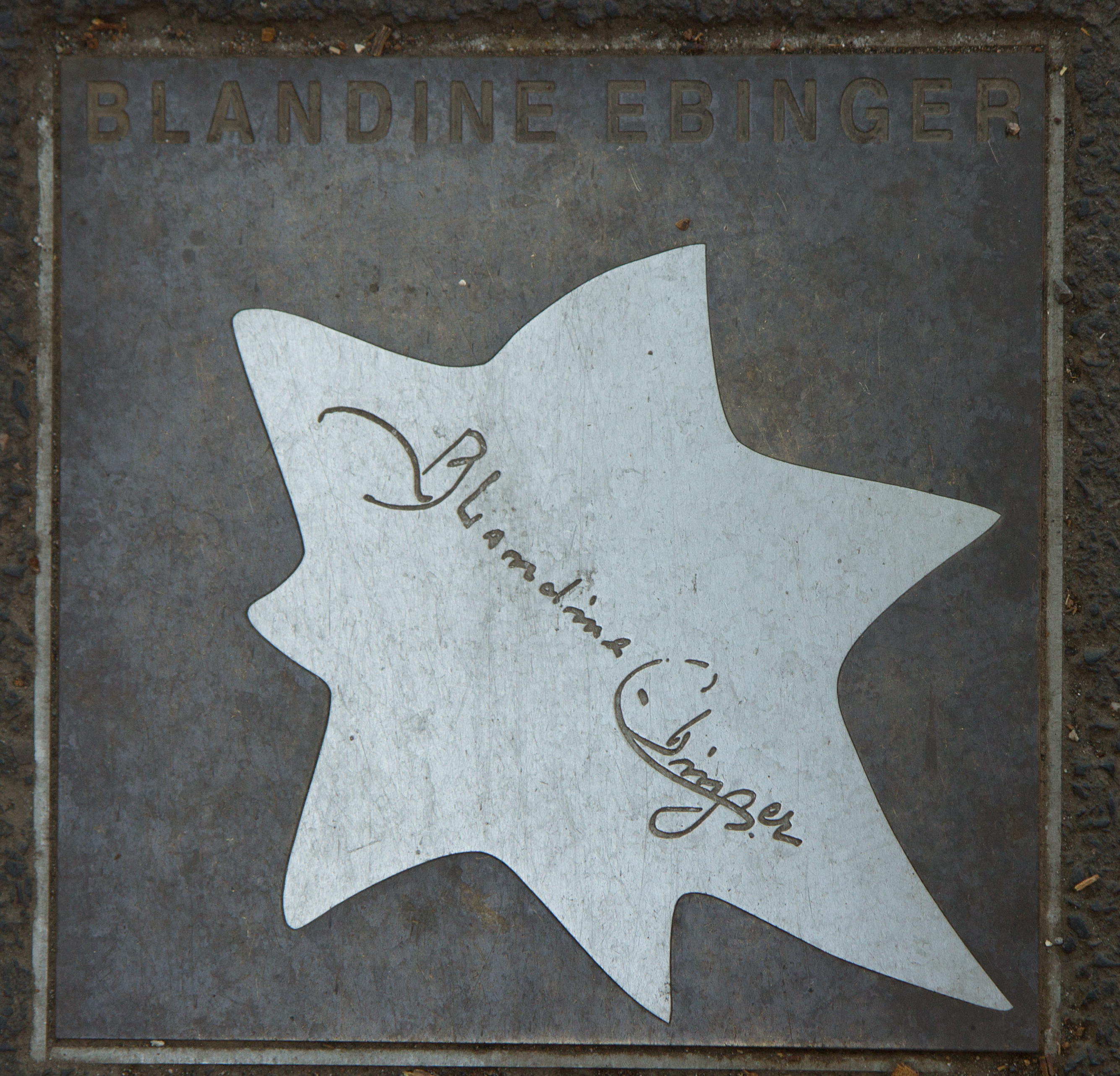

Blandine Ebinger (nascida Blandine Loeser; Berlim, 4 de novembro de 1899 – Berlim, 25 de dezembro de 1993) foi uma atriz e chansonniere alemã, a filha do pianista Gustav Loeser e a atriz Margarete Wezel. Ebinger tornou-se familiarizado com Friedrich Hollaender, em 1919, e com ele, ela tornou-se investida pesadamente como uma artista, escritora e compositora, na cena do cabaré Berlim na década de 1920, com início no cabaré Schall und Rauch e o Café Größenwahn. Ela casou-se com Friedrich Hollaender, e gravou muitas de suas canções de cabaré, incluindo o conjunto de canções, intitulado Lieder eines armen Mädchens. Embora Ebinger e Hollaender terminassem seu casamento antes de Hollaender emigrar para os Estados Unidos, devido a um ambiente cada vez mais hostil para os cidadãos Judeus no início da década de 1930, Ebinger, no entanto, enfrentou discriminação como resultado do casamento, muito do que foi dirigido por sua filha meio-judia, Philine, que foi brevemente casada com Georg Kreisler. Ebinger emigrou para os Estados Unidos em 1937, retornando a Berlim, em 1947. Ela mudou-se para Munique, onde conheceu seu segundo marido, o editor Helwig Hassepflug, em 1961. Eles eventualmente acomodaram-se em Berlim, onde Blandine, continuou a sua carreira no teatro e como atriz em produções televisivas. 
Ebinger morreu em 25 de dezembro de 1993, em Berlim, e está sepultada no Waldfriedhof Dahlem.

## Filmografia selecionada
- The Rats (1921)
- Beween Evening and Morning (1923)
- The Flower Girl of Potsdam Square (1925)
- Heads Up, Charley (1927)
- Violantha (1928)
- The Beatutiful Adventure (1932)
- Contest (1932)
- Little Man, What Now? (1933)
- Song of the Black Mountains (1933)
- The Beaver Coat (1937)
- Five Suspects (1950)
- The Perfect Couple (1954)
- The First Day of Spring (1956)
- Mädchen in Uniform (1958)
- The Last Pedestrian (1960)

## Retratos
- Hitler: A Ascensão do Mal (2003), interpretada por Nicole Marischka